# Pubblicità su camion

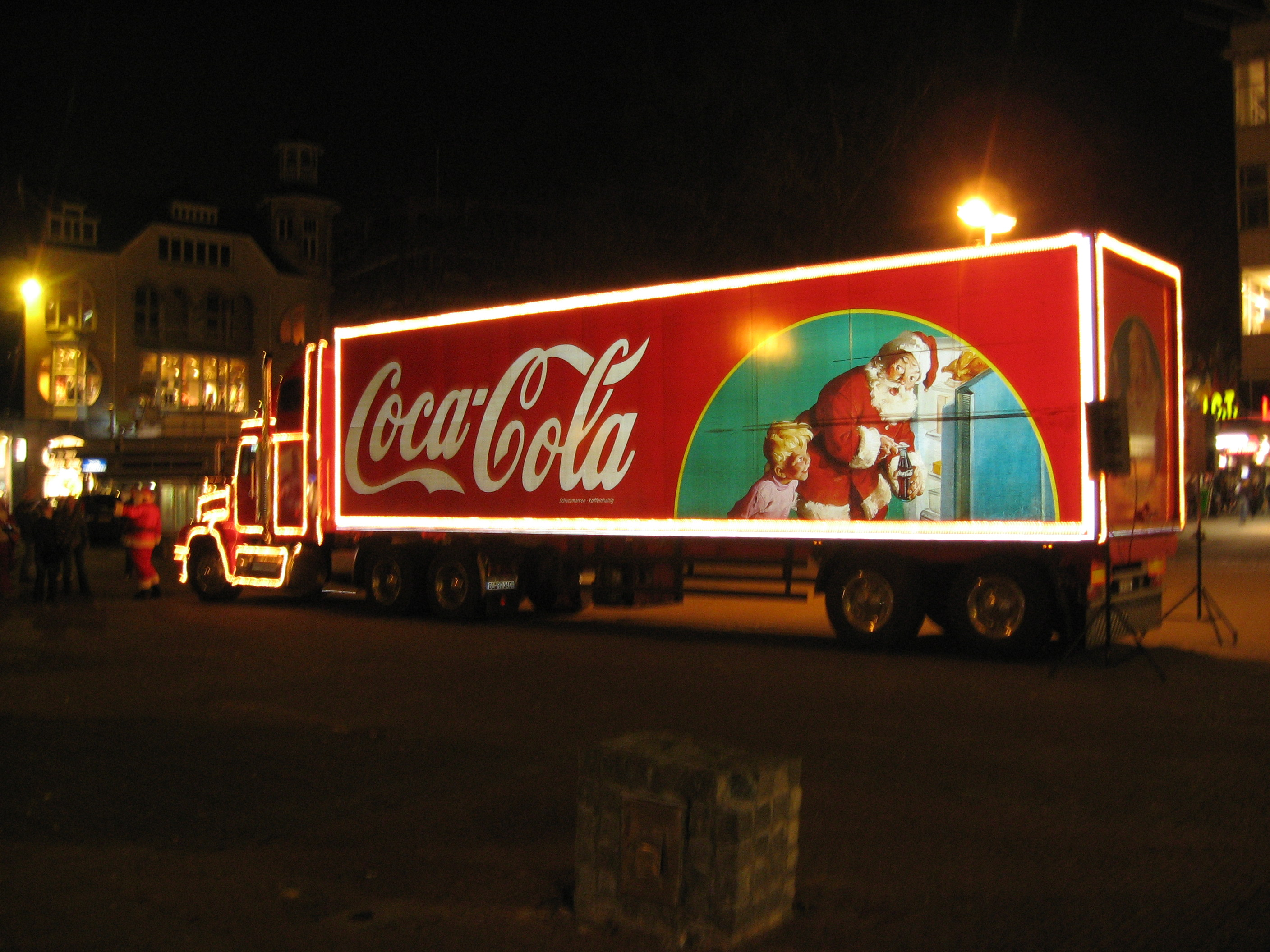
Un camion della Coca Cola col Babbo Natale di Haddon Sundblom.

La pubblicità su camion è una forma di pubblicità dinamica che utilizza il camion come vero e proprio mezzo di comunicazione.
La pubblicità su camion rientra nella categoria della pubblicità esterna o outdoor (anche detta OOH - Out Of Home).

## Informazioni generali
Gli autocarri impiegati per questa tipologia di comunicazione possono avere differenti dimensioni: da piccoli furgoni di circa tre metri di lunghezza fino a rimorchi di tredici metri.
Inoltre, questa tipologia di pubblicità non prevede il fatto che i mezzi impiegati siano dedicati esclusivamente alla comunicazione pubblicitaria. Essi, infatti,  sono in primis mezzi dedicati al trasporto di merci (fresche o secche): la loro funzione primaria è la distribuzione di prodotti e beni. 
Secondariamente, i mezzi acquisiscono anche la funzione di veicoli pubblicitari, in grado di assolvere ad una funzione comunicativa.
La decorazione del camion pubblicitario può essere integrale o parziale:
è integrale quando il mezzo viene allestito con una campagna pubblicitaria su entrambe le pareti laterali e sul retro; è invece parziale quando viene allestita la campagna sul solo retro o su una sola parete laterale.

## Target

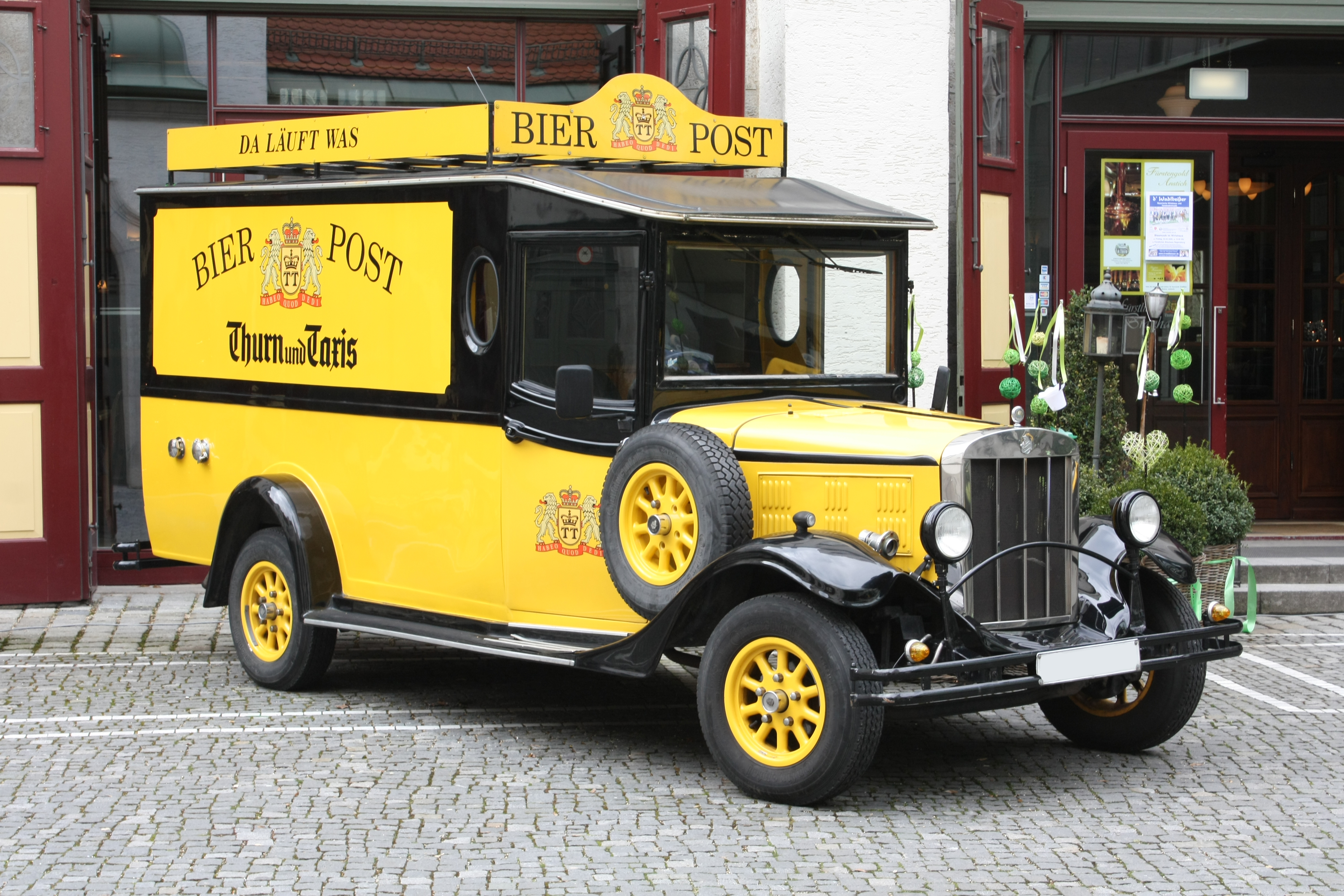
Un furgone d'epoca impiegato a scopi pubblicitari.

I camion pubblicitari sono rivolti ad un pubblico eterogeneo:
- i furgoni di piccole dimensioni che circolano nelle città e nelle periferie si rivolgono ad un target composto principalmente da casalinghe, studenti e anziani;
- i semirimorchi e rimorchi più grandi che circolano nelle tratte autostradali e nei raccordi si rivolgono ad un target medio-alto composto per la maggior parte da manager, dirigenti e liberi professionisti in viaggio.

Il camion pubblicitario ha il vantaggio di essere protagonista in ambienti in cui non sono presenti -  o lo sono in maniera molto marginale - altre affissioni o altri stimoli pubblicitari: le autostrade, le tangenziali, le strade statali, eccetera.
Grazie alla decorazione integrale del veicolo è inoltre possibile raggiungere un numero di contatti relativamente alto contemporaneamente: la campagna pubblicitaria allestita potrà essere vista sia dai pedoni a lato della strada, sia dagli automobilisti in coda dietro al camion, sia dagli automobilisti provenienti dal senso opposto.

## Posizionamento
L'autostrada è l'ambiente elettivo per la pubblicità su camion, dati i rari stimoli pubblicitari presenti nell'ambiente esterno e un target composto da automobilisti presumibilmente attivi.

Inoltre, su una determinata tratta si spostano periodicamente gli stessi utenti autostradali (pendolari): ciò consente una ripetizione del messaggio su un target specifico.

## Truck ADV in Italia
Il Truck ADV è un veicolo appositamente attrezzato per la pubblicità su strada, maxi affissioni laterali o vetrine mobili, ideali per campagne pubblicitarie ad alta visibilità. Questa soluzione permette ai brand di raggiungere direttamente il pubblico in luoghi strategici come eventi, fiere, centri urbani e turistici o le autostrade. In Italia viene soprattutto utilizzato sulle autostrade che, viaggiando in continuo, veicola la pubblicità su tutti il territorio con potenzialità di oltre 300mila contatti al mese per mezzo. 

## Caratteristiche
Le principali peculiarità della pubblicità su camion, rispetto ad altre forme, sono le seguenti:
- si pone in una contesto pressoché esclusivo;
- è difficile da ignorare (non consente agli utenti di cambiare canale TV o stazione radio);
- possiede una grafica ad alto impatto visivo;
- si rivolge ad un target eterogeneo (a seconda delle zone scelte per la veicolazione della campagna);
- è flessibile in termini di dimensioni del mezzo e posizionamento.

## Investimento
L'investimento richiesto per realizzare una campagna pubblicitaria su camion è determinato da numerose variabili.
Il calcolo dei costi dipende dalla durata della campagna (dalla durata minima di un mese fino a campagne pluriennali), dalla dimensione del mezzo che si sceglie (furgone o semirimorchio), dalla tipologia di allestimento (integrale o parziale), dal sistema di decorazione (pellicola adesiva o frame system), dal livello di servizio offerto (book fotografico, reportistica dati, scelta tratte autostradali).